# Lamachus lophyri
Lamachus lophyri är en stekelart som först beskrevs av William Harris Ashmead 1898.  Lamachus lophyri ingår i släktet Lamachus och familjen brokparasitsteklar. Inga underarter finns listade i Catalogue of Life.